# Homewood (Pennsilvània)
Homewood és una població dels Estats Units a l'estat de Pennsilvània. Segons el cens del 2000 tenia 147 habitants.

## Demografia
Segons el cens del 2000, Homewood tenia 147 habitants, 59 habitatges, i 37 famílies. La densitat de població era de 333,9 habitants per quilòmetre quadrat.
Dels 59 habitatges en un 15,3% hi vivien nens de menys de 18 anys, en un 47,5% hi vivien parelles casades, en un 10,2% dones solteres, i en un 35,6% no eren unitats familiars. En el 28,8% dels habitatges hi vivien persones soles el 8,5% de les quals corresponia a persones de 65 anys o més que vivien soles. El nombre mitjà de persones vivint en cada habitatge era de 2,49 i el nombre mitjà de persones que vivien en cada família era de 3,08.
Per edats la població es repartia de la següent manera: un 15% tenia menys de 18 anys, un 13,6% entre 18 i 24, un 26,5% entre 25 i 44, un 27,9% de 45 a 60 i un 17% 65 anys o més.
L'edat mediana era de 42 anys. Per cada 100 dones de 18 o més anys hi havia 101,6 homes.
La renda mediana per habitatge era de 33.333 $ i la renda mediana per família de 52.500 $. Els homes tenien una renda mediana de 31.250 $ mentre que les dones 20.357 $. La renda per capita de la població era de 34.486 $. Entorn del 4,5% de les famílies i el 9% de la població estaven per davall del llindar de pobresa.

## Poblacions més properes
El següent diagrama mostra les poblacions més properes.